# Lorze
Die Lorze ist mit einer mittleren Wasserführung von etwas über 7 m3/s der Hauptfluss des Kantons Zug in der Schweiz.

## Name
Die Lorze wird 1287 erstmals schriftlich erwähnt („in dem Wasser der Lornzon“). Der Name geht auf das keltische Laurantia zurück, welcher mit „Geröll und Geschiebe führender Fluss“ übersetzt werden kann.

## Geographie

### Verlauf
Die Lorze entspringt dem Ägerisee und fliesst zunächst in nördlicher, dann in westlicher Richtung durch das Lorzentobel, eine tief eingeschnittene, von der Lorzentobelbrücke überspannte Schlucht, und passiert dort die Höllgrotten. Das Tal liegt in der Region «Glaziallandschaft Lorze – Sihl mit Höhronenkette und Schwantenau», die im Bundesinventar der Landschaften und Naturdenkmäler von nationaler Bedeutung (BLN) verzeichnet ist.
Am Ausgang des Lorzentobels bei Baar wendet sich der Fluss nach Süden und mündet westlich von Zug in den Zugersee. Der westliche Seeabschnitt ist ebenfalls ein BLN-Landschaftsschutzgebiet.
Beim Villette-Park in Cham verlässt der Fluss den See und fliesst in nordwestlicher Richtung durch Lindencham und Hagendorn und das Gebiet des Klosters Frauenthal. Die Naturlandschaft beim Kloster ist ein Auengebiet von nationaler Bedeutung. Und auch der letzte, vier Kilometer lange Flussabschnitt bis zur Mündung in die Reuss bei Obfelden ist eine besonders wertvolle Naturlandschaft, die sowohl im Bundesinventar der Moorlandschaften von besonderer Schönheit und von nationaler Bedeutung als auch im BLN aufgeführt ist und ausserdem als «Smaragdgebiet» eine internationale Bedeutung für die Biodiversität hat. Das Ufergebiet an Lorze und Reuss ist ebenfalls als Auenlandschaft von nationaler Bedeutung klassiert.
Die Länge der Lorze beträgt zwischen Ägeriseeausfluss und Zugersee rund 17 Kilometer, zwischen Zugerseeausfluss und Einmündung in die Reuss rund 10 Kilometer.

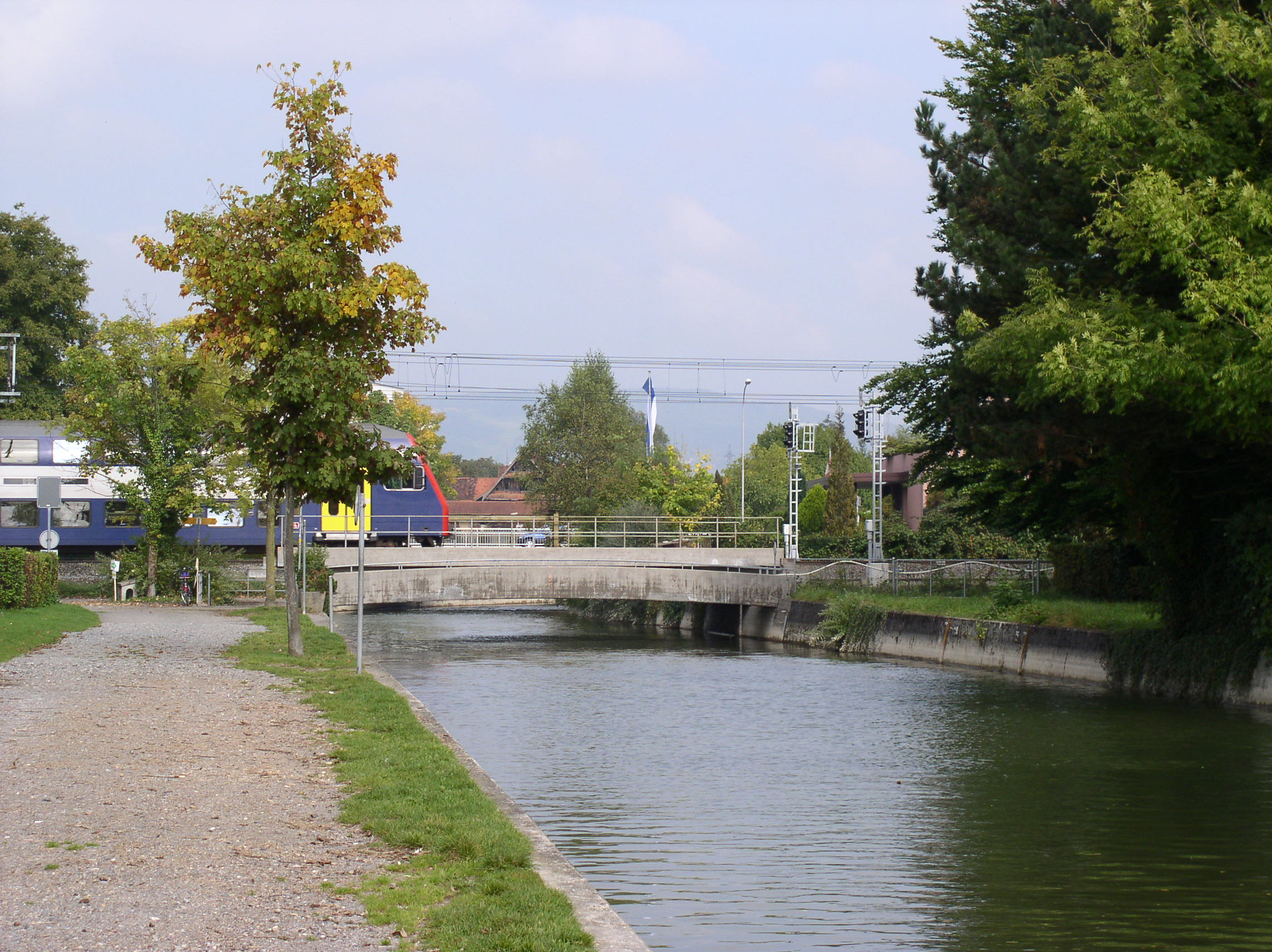
Mündung der Lorze in den Zugersee am Brüggli in Zug
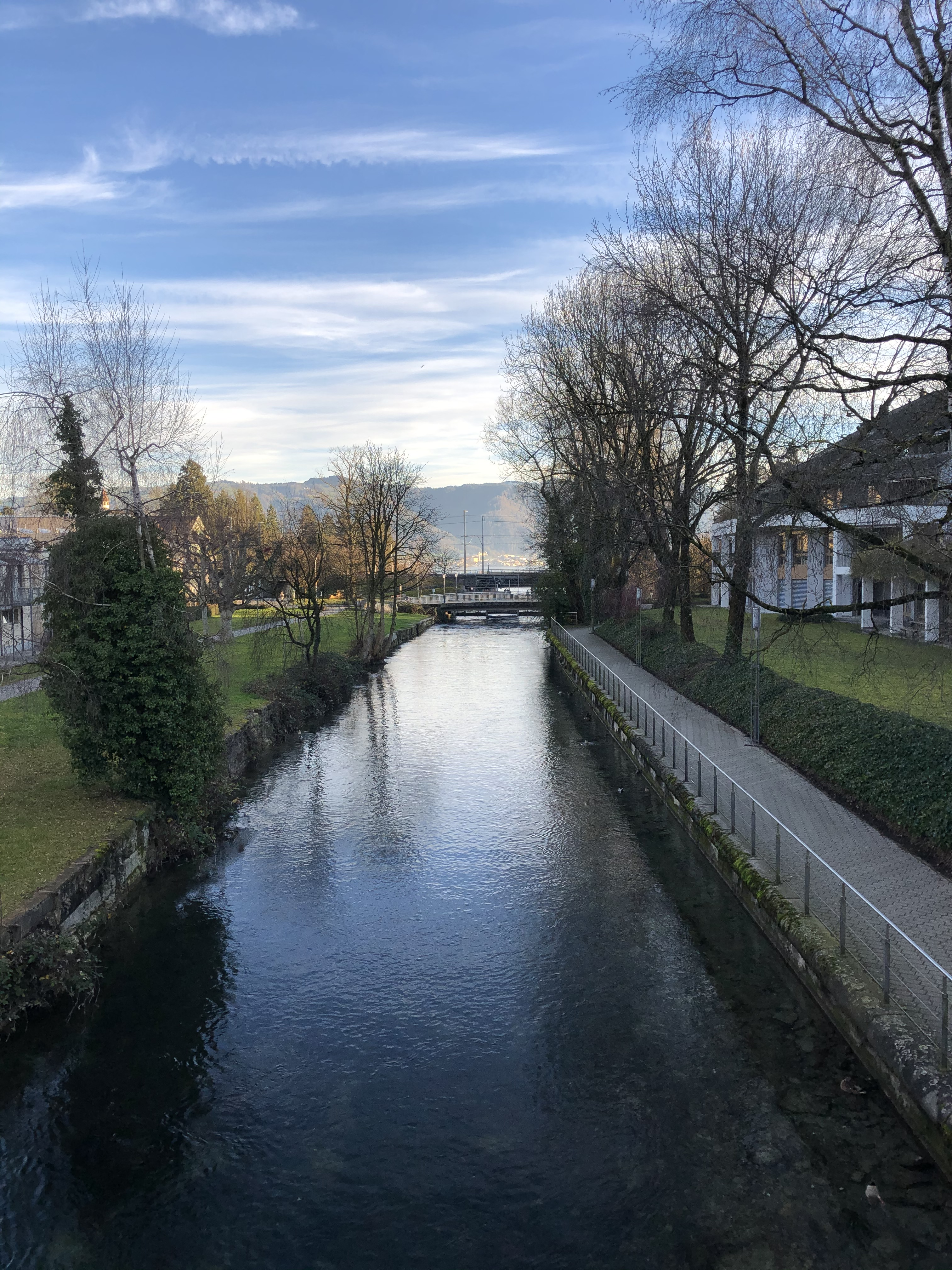
Nach dem Austritt aus dem Zugersee in Cham
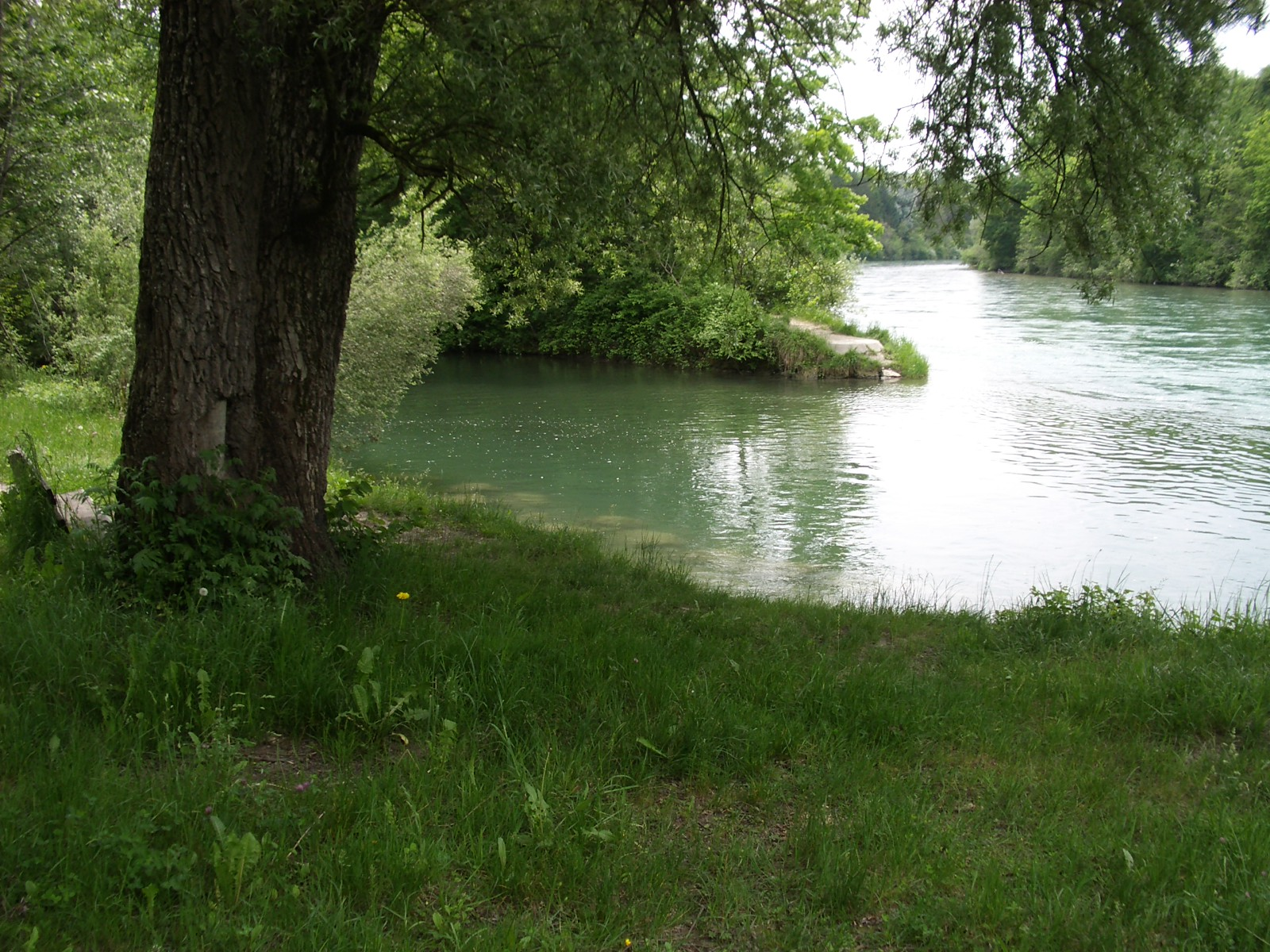
Lorzenmündung bei Obfelden, rechts die Reuss

### Verlegung
Im Zuge des Baus der Autobahn A14 (ursprünglich A4a) wurde die Lorze, die auf dem geplanten Autobahnteilstück lag, zwischen Blickensdorf und dem Zugersee verlegt. Auf einer Länge von 3,8 Kilometern wurde ein neues Flussbett ausgehoben und die Flussmündung näher an die Stadt Zug gelegt. Dadurch wurde die Durchmischung des Zugersees verbessert, da Zufluss und Abfluss nun weiter auseinander liegen. Des Weiteren verhindert das höhere Transportvolumen der Neuen Lorze seither Überschwemmungen, die früher in der Lorzenebene für grosse Schäden sorgten. Die 180'000 Kubikmeter Aushub, die, bestehend aus feinem Sand, sich nicht zum Strassenbau eigneten, wurden zum Bau der Lorzeninsel im Zugersee verwendet, die als Vogelschutzreservat dient. Das 1976 fertiggestellte Projekt kostete 30 Millionen Franken.

### Einzugsgebiet
Das  	298,88 km2 grosse Einzugsgebiet der Lorze liegt im Schweizer Mittelland und wird durch sie über die Reuss, die Aare und den Rhein zur Nordsee entwässert.
Es besteht zu 26,0 % aus bestockter Fläche, zu 43,4 % aus Landwirtschaftsfläche, zu 13,2 % aus Siedlungsfläche und zu 17,3 % aus unproduktiven Flächen.
Die Flächenverteilung
Die mittlere Höhe des Einzugsgebietes beträgt 649,7 m ü. M., die minimale Höhe liegt bei 307 m ü. M. und die maximale Höhe bei 1774 m ü. M.

### Zuflüsse
Grössere Zuflüsse sind der Hüribach, die Rigiaa, der Erlibach und der Haselbach.
Zuflüsse der Lorze ab 5 km Länge
| Name                 | GKZ      | Lage   | Länge in km | EZG in km² | MQ in m³/s | Mündung Koordinaten             | Mündungshöhe in m | Bemerkungen                                                                |
| -------------------- | -------- | ------ | ----------- | ---------- | ---------- | ------------------------------- | ----------------- | -------------------------------------------------------------------------- |
| Trombach             | CH001013 | links0 | 002,4000    | 0002,920   |            | bei Morgarten, Oberägeri        | 724,100000        | Mündet in den Ägerisee                                                     |
| Forbach              | CH330375 | links0 | 000,6000    | 0001,800   |            | bei Forbach, Oberägeri          | 724,100000        | Mündet in den Ägerisee                                                     |
| Neselenbach          | CH330374 | links0 | 001,1000    | 0001,160   |            | bei Neselen, Oberägeri          | 724,100000        | Mündet in den Ägerisee                                                     |
| Regenmattlibach      | CH330373 | links0 | 000,9000    |            |            | bei Neselen, Oberägeri          | 724,100000        | Mündet in den Ägerisee                                                     |
| Chällermattbach      | CH330260 | links0 | 001,1000    |            |            | bei Chällermatt, Oberägeri      | 724,100000        | Mündet in den Ägerisee                                                     |
| Nasbach              | CH001014 | links0 | 001,7000    | 0000,960   |            | bei Naas, Oberägeri             | 724,100000        | Mündet in den Ägerisee                                                     |
| Bietenbergrusen      | CH001012 | rechts | 002,0000    | 0000,970   |            | bei Eierhals, Oberägeri         | 724,100000        | Alternativname: Eierhalsbach Mündet in den Ägerisee                        |
| Rorbach              | CH330028 | links0 | 000,9000    |            |            | bei Bergmatt, Unterägeri        | 724,100000        | Mündet in den Ägerisee                                                     |
| Sulzmattbach         | CH001011 | rechts | 002,3000    | 0000,790   |            | bei Sulzmatt, Oberägeri         | 724,100000        | Mündet in den Ägerisee                                                     |
| Hüribach             | CH000753 | links0 | 008,8000    | 0012,610   | 0000,480   | bei Chilchbüel, Oberägeri       | 724,100000        | Mündet in den Ägerisee                                                     |
| Dorfbach Oberägeri   | CH001010 | rechts | 005,6000    | 0006,390   | 0000,250   | beim Ägeribad, Oberägeri        | 724,100000        | Mündet in den Ägerisee                                                     |
| Mitteldorfbach       | CH001009 | rechts | 002,1000    | 0001,760   |            | bei Fischmatt, Oberägeri        | 724,100000        | Mündet in den Ägerisee                                                     |
| Lutisbach            | CH330163 | rechts | 002,4000    | 0000,980   |            | bei Mittenägeri, Unterägeri     | 724,100000        | Mündet in den Ägerisee                                                     |
| Unterägeribach       | CH001018 | links0 | 003,5000    | 0002,010   |            | bei Birkenwäldli, Unterägeri    | 724,100000        | Alternativname: Nübächli Mündet in den Ägerisee                            |
| Bödlibach            | CH003021 | rechts | 000,6000    |            |            | bei Dorf, Unterägeri            | 723,200000        |                                                                            |
| Helgenhüslibach      | CH330202 | links0 | 000,6000    |            |            | bei Zimel, Unterägeri           | 723,100000        |                                                                            |
| Sagenmattlibach      | CH330212 | links0 | 000,5000    |            |            | bei Windegg, Unterägeri         | 704,100000        |                                                                            |
| Rämselbach           | CH003021 | links0 | 005,6000    | 0008,250   | 0000,240   | bei Mülischändi, Unterägeri     | 698,800000        |                                                                            |
| Teuftännlibach       | CH001005 | rechts | 003,2000    | 0001,970   |            | bei Neuägeri, Unterägeri        | 693,500000        |                                                                            |
| Stepbach             | CH330124 | links0 | 001,7000    | 0001,160   |            | bei Neuägeri, Unterägeri        | 686,600000        |                                                                            |
| Rüselibach           | CH330172 | rechts | 001,3000    | 0001,220   |            | bei Neuägeri, Unterägeri        | 683,100000        |                                                                            |
| Wolfbach             | CH330130 | links0 | 001,8000    | 0000,980   |            | bei Schmidtli, Baar             | 677,800000        |                                                                            |
| Brügglitobelbach     | CH330219 | rechts | 000,5000    | 0000,510   |            | bei Risi, Menzingen             | 616,100000        |                                                                            |
| Schwarzenbach        | CH001004 | links0 | 003,4000    | 0002,260   |            | im Lorzentobel, Baar            | 544,500000        |                                                                            |
| Höllbach             | CH003013 | rechts | 008,4000    | 0008,250   | 0000,260   | nach den Höllgrotten, Neuheim   | 494,300000        | Alternativname: Edlibach                                                   |
| Baarburgbach         | CH330181 | rechts | 000,7000    | 0001,330   |            | bei Baarburg, Neuheim           | 479,600000        |                                                                            |
| Littibach            | CH001001 | rechts | 006,2000    | 0008,960   | 0000,200   | bei Deinikon, Baar              | 442,700000        |                                                                            |
| Mülibach             | CH330144 | links0 | 001,5000    |            |            | bei Müligass, Baar              | 434,500000        |                                                                            |
| Alte Lorze Abfluss   | CH330047 | rechts | 003,5000    | 0001,790   |            | beim Auweiher, Baar             | 426,500000        | Mit dem Bau der Autobahn erhielt die neue Lorze 1976 ein anderes Flussbett |
| Alte Lorze           | CH330047 | rechts | 003,5000    | 0001,790   |            | bei Chollermüli, Stadt Zug      | 413,700000        | Mündet in den Zugersee                                                     |
| Mänibach             | CH000749 | links0 | 001,8000    | 0004,000   |            | bei Mänibach, Stadt Zug         | 413,700000        | Mündet in den Zugersee                                                     |
| Fridbach             | CH330110 | links0 | 002,0000    | 0001,070   |            | bei Fridbach, Stadt Zug         | 413,700000        | Mündet in den Zugersee                                                     |
| Brunnenbach          | CH330103 | links0 | 002,6000    | 0002,260   |            | bei Bad, Oberwil b. Zug         | 413,700000        | Mündet in den Zugersee                                                     |
| Mülibach Oberwil     | CH001020 | links0 | 003,0000    | 0002,070   |            | bei Mülimatt, Oberwil b. Zug    | 413,700000        | Mündet in den Zugersee                                                     |
| Trubikerbach         | CH330066 | links0 | 002,1000    | 0000,710   |            | bei Trubikon, Oberwil b. Zug    | 413,700000        | Mündet in den Zugersee                                                     |
| Murpflibach          | CH330066 | links0 | 000,7000    | 0002,370   |            | bei Murpfli, Oberwil b. Zug     | 413,700000        | Mündet in den Zugersee                                                     |
| Tilibächli           | CH330057 | links0 | 001,4000    | 0002,370   |            | bei Tilibächli, Walchwil        | 413,700000        | Mündet in den Zugersee                                                     |
| Lotenbach            | CH001021 | links0 | 007,1000    | 0004,350   |            | bei Lotenbach, Walchwil         | 413,700000        | Mündet in den Zugersee                                                     |
| Sagenbach            | CH012392 | links0 | 001,7000    | 0000,860   |            | bei Büel, Walchwil              | 413,700000        | Mündet in den Zugersee                                                     |
| Dorfbach             | CH012399 | links0 | 001,7000    | 0000,560   |            | in Walchwil                     | 413,700000        | Mündet in den Zugersee                                                     |
| Seckibach            | CH012394 | links0 | 002,1000    | 0001,810   |            | bei Secki, Walchwil             | 413,700000        | Mündet in den Zugersee                                                     |
| Rufibach             | CH001022 | links0 | 004,5000    | 0004,470   | 0000,190   | bei Altensee, Walchwil          | 413,700000        | Grenzfluss zwischen den Kantonen Zug und Schwyz Mündet in den Zugersee     |
| Chlausenbach         | SZ241645 | links0 | 001,7000    | 0000,510   |            | bei Chlausenegg, Arth           | 413,700000        | Mündet in den Zugersee                                                     |
| Rigiaa               | CH000742 | links0 | 010,9000    | 0017,910   | 0000,780   | beim Aazopf, Arth               | 413,700000        | Mündet in den Zugersee                                                     |
| Trebbach             | CH001025 | links0 | 002,7000    | 0000,740   |            | bei Turm, Arth                  | 413,700000        | Alternativname: Trehbach Mündet in den Zugersee                            |
| Witeschrandbach      | SZ241656 | links0 | 001,9000    | 0000,970   |            | bei Nasegg, Arth                | 413,700000        | Mündet in den Zugersee                                                     |
| Fischchrattenbach    | CH001026 | links0 | 002,3000    | 0001,350   |            | beim Fischratten, Immensee      | 413,700000        | Mündet in den Zugersee                                                     |
| Ghürschbach          | CH001027 | links0 | 003,6000    | 0002,090   |            | bei Ghürsch, Immensee           | 413,700000        | Mündet in den Zugersee                                                     |
| Lauibach             | SZ241661 | links0 | 001,2000    | 0004,830   |            | bei Spitzlermatt, Immensee      | 413,700000        | Mündet in den Zugersee                                                     |
| Erlibach             | CH001028 | links0 | 006,3000    | 0015,470   | 0000,360   | zwischen Meierskappel und Risch | 413,700000        | Alternativname: Aabach Mündet in den Zugersee                              |
| Dersbach             | CH001965 | links0 | 002,6000    | 0001,640   |            | bei Hünenberg                   | 413,700000        | Mündet in den Zugersee                                                     |
| Dorfbach Steinhausen | CH330050 | rechts | 003,7000    | 0007,710   |            | zwischen Cham und Stadt Zug     | 413,700000        | Mündet in den Zugersee                                                     |
| Tobelbach            | CH330387 | rechts | 003,2000    | 0004,230   | 0000,080   | bei Hagendorn, Cham             | 394,900000        |                                                                            |
| Hatwilerbächli       | CH012281 | rechts | 002,3000    | 0001,590   |            | bei Bützen, Hünenberg           | 389,200000        | Grenzfluss zwischen den Kantonen Zug und Zürich                            |
| Haselbach            | CH000677 | rechts | 010,8000    | 0019,420   | 0000,390   | bei Maschwanden                 | 387,400000        |                                                                            |
| Binnenkanal          | CH001000 | links0 | 009,5000    | 0009,110   | 0000,200   | beim Rüssspitz, Hünenberg       | 386,900000        |                                                                            |
| Lorze                |          |        | 031,0000    | 0298,880   | 0007,410   | beim Reussspitz, Obfelden       | 386,500000        | Mündet in die Reuss                                                        |

Anmerkungen zur Tabelle
1. ↑  Von der Quelle zur Mündung. Daten von Swisstopo (map.geo.admin.ch) und GIS Kanton Zug (ZugMap.ch)
2. ↑  Die Daten der Lorze zum Vergleich

## Hydrologie
Am Pegel Frauenthal wurde über einen Zeitraum von 82 Jahren (1935–2016) die durchschnittliche Abflussmenge der Lorze berechnet.

## Hochwasserereignisse
Bereits im Mittelalter kam es an der Lorze von Zeit zu Zeit zu schweren Überschwemmungen, sodass im Jahr 1591/92 der Unterlauf der Lorze teilweise abgesenkt und somit eine Reduzierung des Seespiegels um zunächst 1,9 m erreicht wurde. Doch auch danach kam es noch gelegentlich zu Hochwasserereignissen, so etwa in den Jahren 1750, 1846, 1861 und 1880.
Am frühen Morgen des 16. Juni 1910 wurde die Feuerwehr alarmiert, weil die Lorze in Baar über die Ufer zu treten drohte. Bei Schlüsseli, Klingen und Jöcherlesteg, mussten Stallungen evakuiert werden, die Strasse zu Hölle wurde weggespült und durch Littibach und Lorze wurde ein Teil der Gemeinde überschwemmt. Am Morgen dann, bei fortdauernden Regenfällen, innert 24 Stunden fielen 198 mm Niederschlag, kam aus Unterägeri die schlechte Nachricht, dass man das Wehr öffnen müsse, um zu verhindern, dass es am Ägerisee zu Überflutungen kommt. Oberhalb der Bahnstrecke nach Zürich kam es gegen 8:00 Uhr auf etwa 50 m Länge zu einem Dammbruch. Die Felder wurden überschwemmt, das Flutwasser ergoss sich in den Letzibach, der so seine frühere Rolle als Arm der Lorze wieder annahm.
Schlimmer als 1910 kam es in der Nacht vom 9. auf den 10. September 1934. Vier Brücken über die Lorze, die an diesen Tagen bis zu 100 m3 Wasser pro Sekunde führte, wurden von dieser mitgerissen. Unterhalb der Delnikoner Brücke kam es zu zwei Dammbrüchen, und das Wasser strömte ungehemmt in Richtung Cham. Strassen- und Eisenbahnverbindung zwischen Cham und Zug waren unterbrochen. Innerhalb von 12 Stunden waren 191 l/m2 gefallen. Über 480 ha Ackerfläche wurden überschwemmt. 
Im Rahmen des Baus der Autostrasse A 14 kam es in den 1970er Jahren dann zur Verlegung der Lorze nach Osten (Neue Lorze).

## Wasserkraft
An drei Stellen wird die Lorze zwischen Zugersee und Einmündung in die Reuss zur Wasserkraftgewinnung gestaut: beim Wasserkraftwerk Untermühle in Cham, beim Wasserkraftwerk Hagendorn in Cham und beim Wasserkraftwerk Frauental in Frauental. Vor allem in Baar wurde im 19. Jahrhundert die Wasserkraft der Lorze für die aufblühende Textilindustrie ausgenutzt.

## Brücken

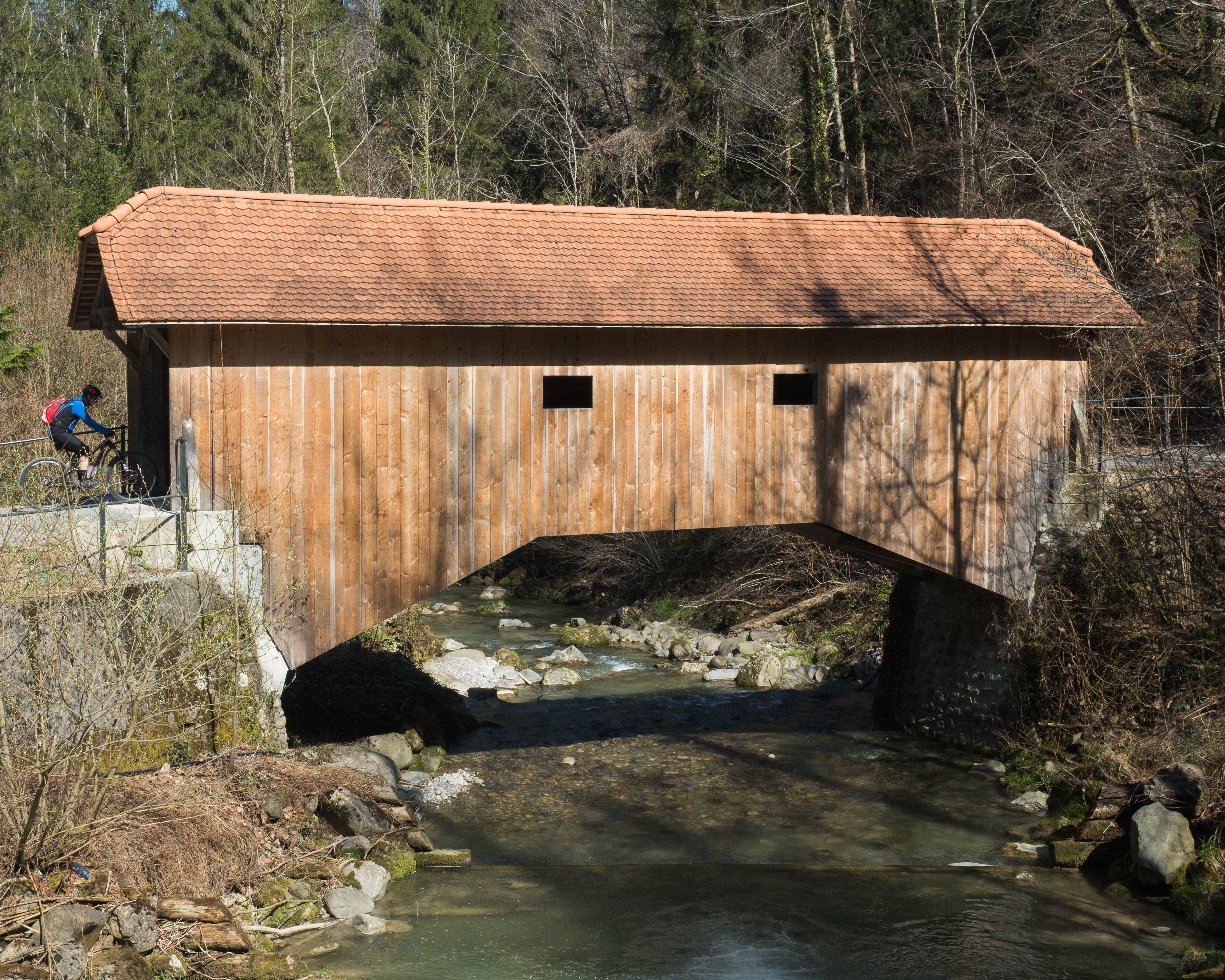
Gedeckte Holzbrücke (1759) über die Lorze, Baar – Menzingen ZG

Auf ihrem Weg wird die Lorze von über 100 Brücken überspannt: rund 60 Brücken zwischen dem Ägerisee und dem Zugersee und 40 Übergänge vom Zugerseeausfluss in Cham bis zur Mündung bei Obfelden in die Reuss.
Vier denkmalgeschützte Brücken überqueren den Fluss: die Eisenbogenbrücke Birkenwäldli (gebaut 1908) am Ausfluss des Ägerisees in Unterägeri, der Steinbogenviadukt Lorzentobelbrücke (gebaut 1907–1910), die gedeckte Holzbrücke Lorzentobel (gebaut 1759) und die Steinbogenbrücke in Maschwanden/Hünenberg (gebaut 1810–1830).
Siehe auch: Liste der Brücken über die Alte Lorze (weitere 14 Übergänge)